# Andrew Talansky

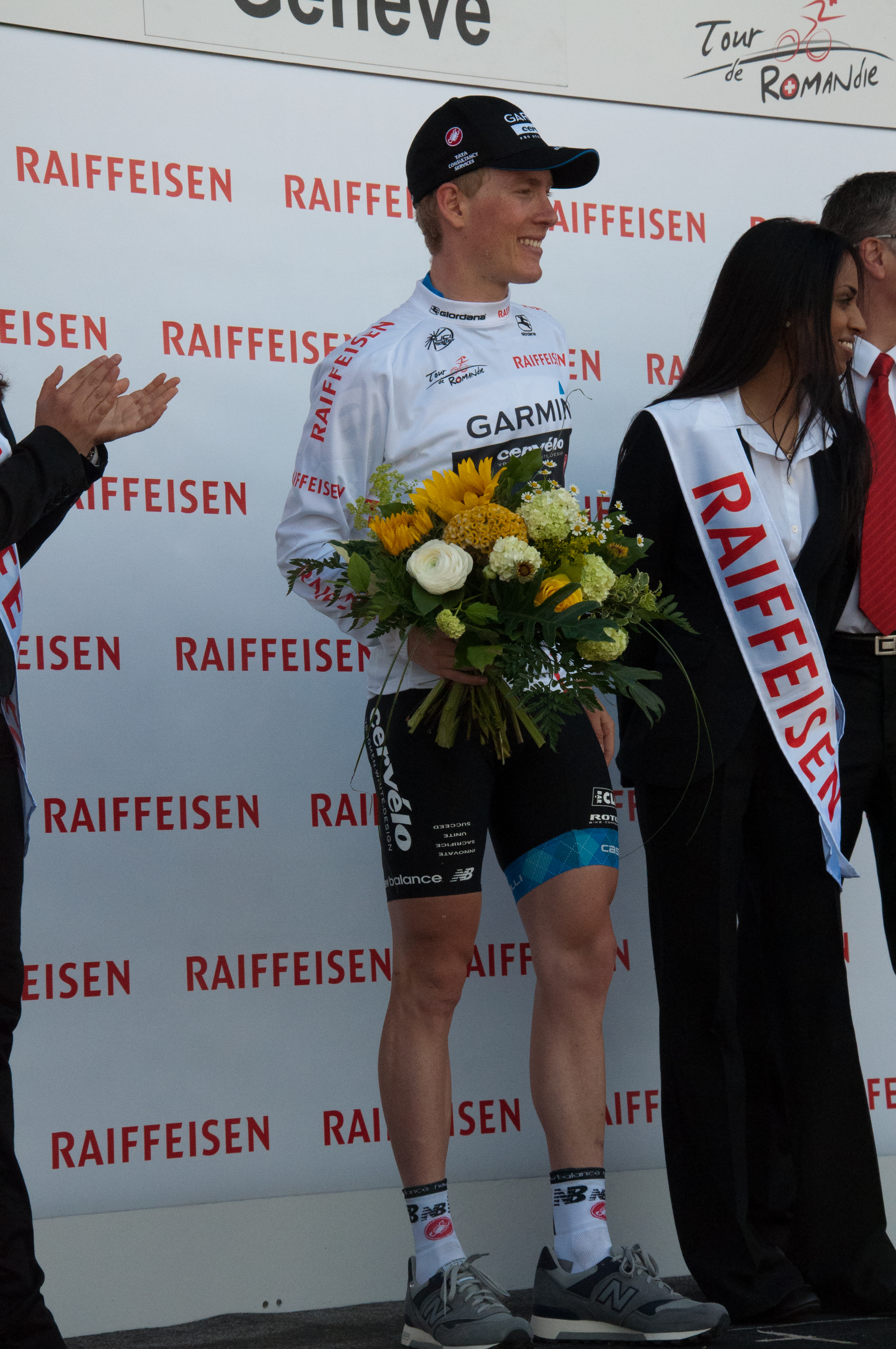
Andrew Talansky bei der Tour de Romandie 2011

Andrew Talansky (* 23. November 1988) ist ein ehemaliger Radrennfahrer und späterer Triathlet aus den USA.

## Karriere
Andrew Talansky begann seine Karriere 2008 bei dem US-amerikanischen Continental Team Toshiba/Santo-Herbalife. Im nächsten Jahr wechselte er für eine Saison zu Amore & Vita-McDonald’s. Im Jahr 2010 gewann Talansky jeweils eine Etappe beim Joe Martin Stage Race, bei der Volta Ciclista Provincia Tarragona und bei der Tour des Pays de Savoie. Außerdem wurde er US-amerikanischer Meister im Einzelzeitfahren der U23-Klasse.
2011 wechselte Talansky zum UCI ProTeam Garmin-Sharp, für das er bei der Vuelta a España 2012 Platz sieben in der Gesamtwertung belegte. Bei Paris–Nizza 2013 gewann er eine Etappe und damit sein erstes WorldTour-Rennen. Im darauf folgenden Sommer wurde er Zehnter der Tour de France 2013.
Durch einen Angriff auf der letzten Etappe des Critérium du Dauphiné 2014 gewann er die Gesamtwertung und besiegte so die Tour-de-France-Favoriten Chris Froome und Alberto Contador. Bei der anschließenden Tour de France 2014 stürzte er jedoch zweimal und konnte mit Rückenschmerzen auf der 11. Etappe das Tempo des Pelotons nicht mehr halten. 
Er trat zur nächsten Etappe nicht mehr an.
Talansky wurde im Jahr 2015 US-amerikanischer Zeitfahrmeister der Elite. Er gewann je eine Etappe der Tour of Utah und der Kalifornien-Rundfahrt 2017. Zum Saisonende 2017 gab er seinen Abschied vom Straßenradsport bekannt, um sich dem Triathlon zu widmen, konnte sich jedoch nicht für die Ironman World Championship qualifizieren.

## Erfolge
2010
- US-amerikanischer Meister – Einzelzeitfahren (U23)
- eine Etappe Tour des Pays de Savoie

2012
- Gesamtwertung und eine Etappe Tour de l’Ain

2013
- eine Etappe Paris–Nizza

2014
- Gesamtwertung Critérium du Dauphiné

2015
- US-amerikanischer Meister – Einzelzeitfahren

2016
- eine Etappe Tour of Utah

2017
- eine Etappe Kalifornien-Rundfahrt

## Grand Tours-Platzierungen
| Grand Tour            | 2011 | 2012 | 2013 | 2014 | 2015 | 2016 | 2017 |
| --------------------- | ---- | ---- | ---- | ---- | ---- | ---- | ---- |
| Giro d’ItaliaGiro     | –    | –    | –    | –    | –    | –    | –    |
| Tour de FranceTour    | –    | –    | 10   | DNF  | 11   | –    | 49   |
| Vuelta a EspañaVuelta | 79   | 7    | –    | 20   | DNF  | 5    | –    |

## Teams
- 2008 Toshiba/Santo-Herbalife
- 2009 Amore & Vita-McDonald’s
- 2010 Garmin-Transitions (Stagiaire)
- 2011 Team Garmin-Cervélo
- 2012 Garmin-Sharp
- 2013 Garmin Sharp
- 2014 Garmin Sharp
- 2015 Team Cannondale-Garmin
- 2016 Cannondale-Drapac Pro Cycling Team
- 2017 Cannondale Drapac Professional Cycling Team